# Massimo Preziosi
Massimo Preziosi (Avellino, 12 ottobre 1942 – Avellino, 11 dicembre 2019) è stato un politico e avvocato italiano.

## Biografia
Figlio di Olindo Preziosi, avvocato penalista e già sindaco di Avellino nel 1952, intraprese l'attività forense contestualmente a quella politica, iscrivendosi alla Democrazia Cristiana.
In seguito alle elezioni comunali del 1975 divenne sindaco di Avellino, rimanendo in carica fino al 1980.
Alle elezioni politiche del 1996 fu candidato da Alleanza Nazionale per il collegio di Avellino nel Polo per le Libertà, non riuscendo a essere eletto. 
Concorse nuovamente alla carica di primo cittadino avellinese alle amministrative del 2009, sostenuto da una coalizione di centro-destra, ma fu sconfitto al ballottaggio dal candidato Giuseppe Galasso.
Padre di tre figli, Olindo e Valerio, avvocati, e Alessandro, che ha lasciato la carriera forense per intraprendere quella da attore, è morto all'età di settantasette anni la notte tra il 10 e l'11 dicembre 2019.